# Stolnica svetega Odrešenika, Aix
Stolnica sv. Odrešenika (francosko: Cathédrale Saint-Sauveur d'Aix-en-Provence), ki stoji v mestu Aix-en-Provence v južni Franciji, je rimskokatoliška cerkev in sedež nadškofa Aix-en-Provence in Arles. Stolnica je zgrajena na mestu rimskega foruma iz 1. stoletja. Zgrajena in obnovljena od 12. do 19. stoletja, vključuje romanske, gotske in neogotske elemente, pa tudi rimske stebre in dele krstilnice iz krščanske cerkve iz 6. stoletja. Je nacionalni spomenik Francije.

## Legenda o izvoru
Stolnica stoji na poti rimske ceste, Via Aurelia. Odlomek rimske stene in stebri krstilnice se zdijo izvor legende, da je bila cerkev zgrajena na vrhu rimskega templja, posvečenega Apolonu. Zgodovinar Pitton (1668) je trdil, da je bil tempelj posvečen sončnemu bogu, svojo trditev pa je utemeljil z odkritjem noge kipa, odkritega na mestu.
Po krščanski tradiciji je prvo cerkev na tem mestu ustanovil sveti Maksimin iz Aixa, ki je v Provanso prišel iz Betanije, vasi v bližini Jeruzalema, z Marijo Magdaleno na čolnu, ki je pripadal Lazarju. Maximin je na mestu sedanje stolnice zgradil skromno kapelo in jo posvetil svetemu odrešeniku (le Saint Sauveur).
Med invazijo Saracenov v 8. in 9. stoletju je bila kapela Saint-Sauveurja porušena.

## Gradnja
Okoli leta 500 je bila pod škofom Bazilijem na starem rimskem forumu zgrajena skupina episkopskih stavb, ki vključujejo kapelo, krstilnico in več drugih prostorov.
Na začetku 12. stoletja se je na istem mestu začela postavljati nova cerkev z romanskimi zidovi, ki so nosili tri oboke široke ladje, ki predstavljala župnijsko cerkev, posvečeno Devici Mariji (Notre Dame de la Sède).
Druga ladja, posvečena svetemu Maksiminu, je bila zgrajena približno 1165–1177 kot cerkev kanonikov, ki je bila med prvo ladjo in krstilnico. Kor te cerkve se je zaključil z ravno steno apside, ki so jo vrata povezala s Sainte-Chapelle, ki je del prvotnih škofijskih zgradb iz 6. stoletja. Kapela je bila obnovljena v 12. stoletju in ko so ji dodali gotsko ladjo, je bila vgrajena v stolnico in postala oratorij Odrešenika. Uničen je bil leta 1808.
Konec 12. stoletja in začetek 13. stoletja je Aix postal prestolnica Provanse, prebivalstvo in pomen mesta pa sta hitro naraščala. Začeli so prihajati verski redovi; najprej frančiškani, nato dominikanci, karmeličani in avguštinci, gradijo nove cerkve, moške in ženske samostane.
Gradnja stolnice je vzporedno povečevala pomen Aixa. Dve novi krili transepta, zgrajeni v gotskem slogu, sta se začeli približno leta 1285–1290, končali pa leta 1316. Obok za obokom je bila stara romanska cerkev spremenjena v gotsko stolnico.
Gradnjo nove cerkve je prekinila črna smrt in nato stoletna vojna. Delo se ni nadaljevalo 130 let, vse do leta 1472, ko je bil zgrajen zadnji obok. Fasado so delali še trideset let, zadnji kipi pa so bili postavljeni šele leta 1513, na začetku renesanse.

### Fasada in zvonik
Izvirna romanska fasada ladje svete Marije je bila v 15. stoletju uničena, nadomestila jo je nova gotska fasada in zvonik.
Na fasadi so v srednjem registru štirje kipi Jeana Mona, postavljeni v letih 1512–1513: Sveti Mitri (nosi glavo); sveta Marija Magdalena (nosi bučko parfuma); fant škof sv. Ludvik Toulouški (umrl 1297), brat neapeljskega grofa Roberta 1309–1343 in drugi sv. Ludvik, francoski kralj Ludvik IX. (umrl 1270), njegov praded.
Jacotin Paproche iz Pikardije je na fasadi izrisal deset malih prerokov in dvajset kerubinov (1484). Pierre Souquet je na zgornjem registru ustvaril dva kipa, ki predstavljata prva dva škofa v Aixu, tradicionalno imenovana Maximinus in Sidonius.
Na osrednjem delu fasade je sveti Michael ubija zmaja (1507) Jeana Paumiera iz Burgundije.
Fasada je prvotno vsebovala tudi dvanajst kipov apostolov in šest kipov na [[timpanon (arhitektura)|timpanonu, ki so bili uničeni med francosko revolucijo.

### Vrata
Vrata stolnice je kapitelj naročil leta 1505, v oreh pa sta jih vklesala brata Raymond in Jean Bolhit iz Aixa ter toulouški kipar Jean Guiramand.
V vratih so štiri figure v visokem reliefu glavnih prerokov Stare zaveze (Izaija, Ezekiel, Daniel in Jeremija).
Nad preroki so figure dvanajst Sibil, poganskih vedeževalk iz antike, ki so jih srednjeveški krščanski učenjaki častili, ker so napovedovale rojstvo, smrt in vstajenje Kristusa.
Figure so uokvirjene z girlandami granatnega jabolka in želoda, grozdjem, simboli evharistije, levom, zmajem in drugimi fantastičnimi živalmi: bezilisk (vrsta zmaja), petelin z repom kače, ki predstavlja bitko med dobrim in zlim .

### Krstilnica
Krstilnica je bila zgrajena na začetku 6. stoletja, približno v istem času kot podobna v stolnici v  Fréjusu in stolnici v Riezu v Provansi, v Albengi v Liguriji in v Djémili v Alžiriji. Od tega obdobja je ostal le osmerokotni krstni bazen in spodnji del zidov. Ostali zidovi in kupola so bili obnovljeni v renesansi. Ogledna luknja v tleh razkriva osnove portikov rimskega foruma pod krstilnico.

### Križni hodnik
Križni hodnik so uporabljali kanoniki, duhovniki, ki so služili škofu in upravljali cerkveno posest. Zgrajen je bil ob koncu 12. stoletja, v času, ko so kanonike pozivali k varnejšemu in bolj samostanskemu skupnemu življenju.
Zrajen je bil na starem rimskem trgu iz 1. stoletja našega štetja. Galerije so bile lesene, pari stebrov v arkadah, ki jih podpirajo so vitki in graciozni.
Štirje stebri v kotih so okrašeni z rezbarijo simbolov štirih evangelistov: angel za svetega Mateja, lev za svetega Marka, bik za svetega Luko in orel za sv. Janeza.
Kapiteli stebrov na zahodu in severu so okrašeni s prizori iz Nove in Stare zaveze ter s kipom svetega Petra. Marmorna plošča v zahodni galeriji, katere napis je dotrajal, je lahko grob Bazilija, škofa Aixa leta 500 in graditelja prve stolnice.
- Notranjost stolnice
- Portal
- Krstilnica (6. stoletje). Stebri so morda iz rimskega templja, ki je stal na istem mestu.
- Krstilnica iz križnega hodnika

### Orgle
Majhne orgle so bile postavljene bočno na tribuno v koru nad klopmi okoli leta 1513. Zgradil jih je brat Pierre Perrini, skrinjo Jean Guiramand, poslikal jih je Jean de Troyes. Leta 1612 so nasproti postavili večji orgle izdelovalca orgel Pierra Marchanda. Leta 1750 so te orgle nadomestili s sedanjimi, ki jih je med letoma 1743 in 1746 zgradil brat Jean-Esprit Isnard, dominikanec iz samostana Tarascon, ki je v Provansi zgradil več drugih pomembnih orgel, vključno s tistimi v baziliki Saint-Maximina Zaradi simetrije so bile majhne orgle nadomeščene z enakimi, a napačnimi orglami. Leta 1855 so bile v prvotnem ohišju rekonstruirane nove, leta 1867 in 1983 pa obnovljene.

### Neogotska dekoracija
Slikano in kiparsko neogotsko dekoracijo so v ladjo dodali med letoma 1857 in 1862. Delo je opravil Revoil, arhitekt škofije, ki je bil pri obnovi Sainte Chapelle v Parizu v stiku z Viollet-le-Ducom in njegovimi partnerji, ki so delali približno ob istem času. Druga dekoracija 19. stoletja je vsebovala visok oltar z dvema angeloma iz pozlačenega lesa, narejena v slogu Empir (1805).

## Umetniška dela

### TriptihGoreči grmNicolasa Fromenta
- Triptih Goreči grm Nicolasa Fromenta, avignonskega slikarja, je mojstrovina 15. stoletja. Slika je nastala za samostan karmelitov, uničen med francosko revolucijo. Osrednja plošča predstavlja Devico in dete na gorečem grmu. V ospredju je Mojzes, ki čuva svojo čredo, presenečen nad videnim. Druga dva panela prikazujeta donatorja, neapeljskega kralja Renéja I., prav tako vladarja Provanse in njegovo kraljico Jeanne v pobožnem položaju.

Druga pomembna dela v stolnici so:
- Kristus na križu z žalostno Devico, svetim Petrom in svetim Antonom (1640), Jean Daret (père), v kapeli Presvetega srca;
- Zadnja večerja (1668) Jeana Dareta (fils), na južnem delu transepta;
- Nejevera svetega Tomaža, flamski slikar Louis Finson (1613) v spodnjem delu gotske ladje;
- Nabor sedemnajst tapiserij Kristusovega življenja, ki jih je leta 1656 kapitelj kupil po zapuščini nadškofa Michela Mazarina. Tapiserije so bile med šestindvajsetimi prvotno stkanimi leta 1511 za  stolnico v Canterburyju v Angliji in so tam krasile kor do leta 1642, ko so jih med angleško državljansko vojno sneli. Odnesli so jih v Pariz, kjer jih je kapitelj kupil in postavil v kor stolnice. Tapiserije so ukradli med francosko revolucijo, odkupil pa jih je nadškof Aix-en-Provence in Arles. Leta 1977 so ukradli prvih devet tapiserij in jih še niso odkrili.

### Oltar družine Aygosi
Ta kamniti oltar, ki je bil prvotno postavljen v cerkvi karmeličanov v Aixu, je bil postavljen v stolnici leta 1823. Na levi strani je napis: »Anne, la glorieuse mère de la Vierge Marie, est vénérée dans la présente chapelle. Noble homme Urbain Aygosi a exposé içi le comble de l'amour. En la présente année du Seigneur 1470, chapelle est achevée par la grâce de Dieu, le 28 janvier«. (Anne, slavna mati Device Marije, je v tej kapeli čaščena. Plemenitnik Urbain Aygosi tu izkaže največ ljubezni. V letu našega Gospoda 1470 je kapela z milostjo božjo 28. januarja končana). 
Ta spomenik obsega:
- oltar z lažnim tabernakljem, na njegovem robu pa grb Urbaina Aygosija (ali Aygosy);
- tabernakelj, okrašen s figuro Kristusa z napisom »Glej, smrtnik, zate je taka žrtev izročena«;
- kamnita plošča s šestimi figurami: Sveta Ana z Devico Marijo, ki drži dojenčka Jezusa; Sveti Mavricij v oklepu iz 15. stoletja; Sveta Margareta iz Antiohije z zmajem; in Kristus na križu. Kipi Device in svetega Janeza, ki so bili nekoč del tega oltarja, so na ogled v Musée Granet. Kipar oltarja Audinet Stéphani je izviral iz mesta Cambrai in je med letoma 1446 in 1476 deloval v Aixu in njegovi regiji.

- Triptih goreči grm, Nicolas Froment
- Stranska panela triptiha: kralj René (levo) in kraljica Jeanne (desno)
- Oltar družine Aygosi

## Stolnica v domišljiji
- Stolnica Aix je vidna v fantazijskem romanu Ysabel avtorja Guya Gavriela Kayja.